# Ice Princess
„Ice Princess” este un cântec a rapperiței Americane Azealia Banks de pe albumul de studio de debut Broke with Expensive Taste (2014). Acesta a fost lansat ca al patrulea single pe data de 23 martie 2015. Producția a fost preluată de către AraabMuzik și a fost scrisă de către Banks, Kevin James și Jonathan Harris. "Ice Princess" conține elemente din "In the Air" produs de către DJ-ul de muzică house Morgan Page. Liric, Banks se laudă despre averea ei, cu Jordan Sargent de la Pitchfork Media ea descrie că Banks "scuipă noduri de rime despre diamantele ei". "Ice Princess" i-a adus laude din partea criticilor de muzică, cu o descriere pentru piesă ca "Cea mai bună a lui Banks" . Pentru a promova piesa, un videoclip de însoțire pentru piesa a fost lansat pe data de 31 martie 2015. În videoclip Banks conduce un regat de războinici de gheață, zboară prin cer și distruge orice colorat transformând totul în gheață.